# John Rae
John Rae —en inuktitut Aglooka ᐊᒡᓘᑲ, en català «El que pren grans passos»— (Hall of Clestrain, Illes Òrcades, 30 de setembre de 1813 - Londres, 22 de juliol de 1893) va ser un metge i navegant escocès conegut per la seva expedició a l'Àrtida canadenca.

## Biografia

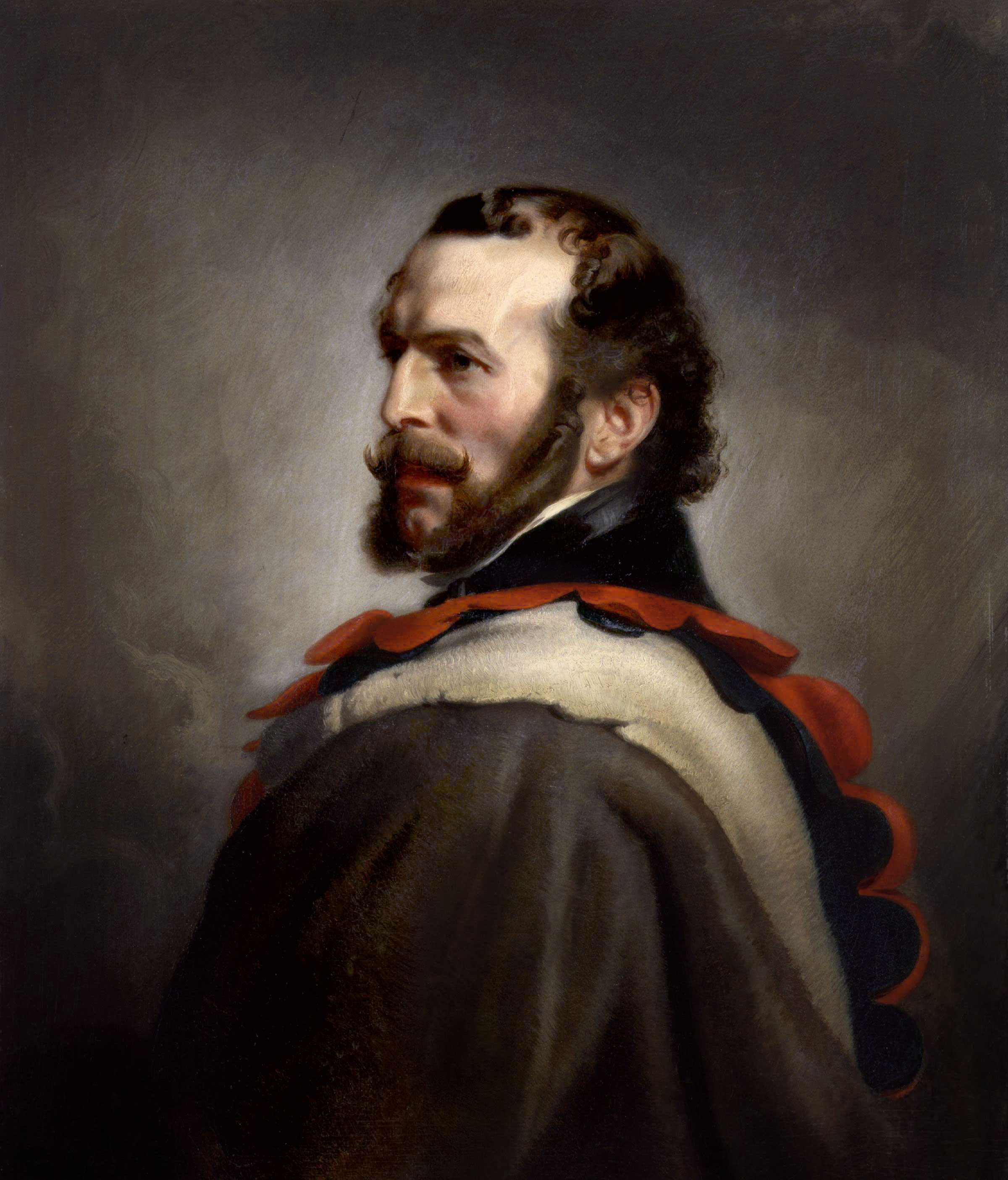
Retrat de John Rae, per Stephen Pearce, 1862

### Joventut
John Rae va néixer a les Illes Òrcades, a la parròquia d'Orphir, el 30 de setembre de 1813. Després d'estudiar medicina a Edimburg va ser contractat com a metge a la Companyia de la Badia de Hudson, acceptant un lloc com a cirurgià en la Moose Factory (Ontario), romanent allí durant deu anys. En aquest temps era conegut per la seva resistència i l'ús adequat de raquetes de neu. Va aprendre a viure de la terra, com els inuit i treballà amb els artesans locals, cosa que li va permetre dissenyar les seves pròpies raquetes de neu. Aquest coneixement li va permetre viatjar a grans distàncies amb poc equip, a diferència de molts altres exploradors de l'època victoriana.
Entre 1844 i 1845 Rae va caminar més de 1.200 milles durant els mesos d'hivern per entre els boscos, cosa que li va valer el sobrenom Inuit d'Aglooka, "el que pren grans passos." El 1846 Rae va fer la seva primera expedició i el 1848 es va unir a l'expedició de Sir John Richardson a la recerca del Pas del Nord-oest.

### A la recerca de Franklin
Pel 1849 va estar a càrrec de la zona del districte del riu Mackenzie, a Fort Simpson. Ben aviat se li encarregà que es dirigís cal el nord, a la recerca de dos vaixells desapareguts de l'expedició de Franklin. Mentre explorà la Península de Boothia, el 1854, es va posar en contacte amb els inuits, dels quals va obtenir molta informació sobre la destinació de l'expedició perduda de Franklin. En el seu informe a l'Almirallat revelà l'existència de proves d'un possible cas canibalisme entre els membres de l'expedició de Franklin. Això no agradà gens a l'opinió victoriana i va dur a l'ostracisme a Rae, fins al punt que mai va ser nomenat cavaller, com es podria esperar d'un navegant del seu renom. Lady Jane Franklin no acceptà aquesta teoria i junt a Charles Dickens va escriure diversos pamflets condemnant Rae per atrevir-se a suggerir tal possibilitat.

### Darrers anys i mort
Des de 1860 va treballar en la realització de la línia de telègraf entre Europa i Amèrica, visitant Islàndia i Groenlàndia. El 1864 va treballar en una altra línia telegràfica al nord del Canadà, de St Paul fins a l'Illa de Vancouver.
Va morir el 22 de juliol de 1893 a Londres i està enterrat a la catedral de Kirkwall.

## Reconeixements
Malgrat l'oblit de les autoritats de l'Almirallat, Rae va rebre molts honors. Va ser guardonat amb la Medalla d'Or de la Royal Geographical Society el 1852 pels seus descobriments de 1846-47 i 1851. El 1853 se li va donar el títol honorari de «md» del McGill College, Montreal, i el 1856 la Universitat d'Edimburg, va fer d'ell un «ILD». Va ser elegit membre de la Royal Society de Londres el 1880. Va morir gairebé en la indiferència en 1893.
La seva obraNarrative of an expedition to the shores of the Arctic Sea, in 1846 and 1847(«Narracción d'una expedició a les costes del Mar Àrtic», el 1846 i 1847) va aparèixer el 1850. A més Rae publicar nombrosos obres en què va descriure els seus viatges, els indis i inuit amb què es va trobar i la història natural de l'Àrtic. La seva autobiografia inacabada no s'ha publicat.

## Llegat
Al Canadà hi ha un grapat d'indrets que duen el nom en record seu: l'Estret de Rae, que separa la península de Boothia de l'Illa del Rei Guillem, l'Istme de Rae, que connecta la península de Melville amb el continent; el riu Rae, que desemboca al golf de la Coronació i el mont Rae (3.218 m), a les Rocoses canadenques. Els nuclis de Fort Rae i Rae-Edzo (ara Behchoko), als Territoris del Nord-oest, també va ser anomenats en el seu honor.